# The Situation Room

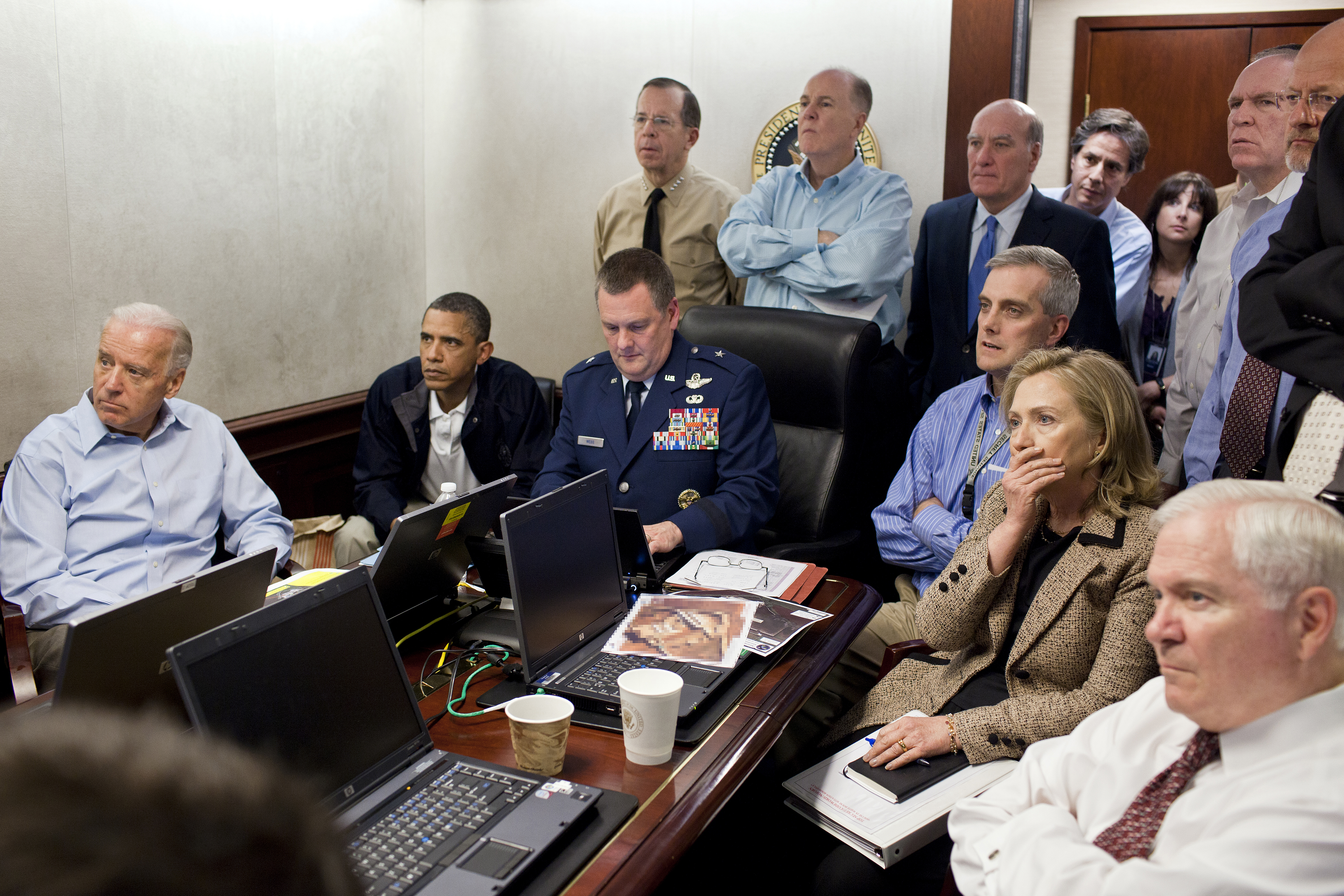
El presidente Obama y su equipo para la seguridad nacional en la Sala de Situaciones de la Casa Blanca.

«The Situation Room» (en español Sala de Situaciones o Sala de Emergencias [N. del T.]) es una fotografía tomada por el fotógrafo de la Casa Blanca Pete Souza el 1 de mayo de 2011. La imagen muestra al presidente de los Estados Unidos Barack Obama con su equipo de seguridad nacional en la Sala de Situaciones de la Casa Blanca recibiendo las imágenes en directo de la Operación Lanza de Neptuno, que condujo a la muerte de Osama bin Laden. La fotografía recibió muchas visitas y se hizo muy popular, después del anuncio de la noticia de la muerte de Bin Laden. La CNN la llamó una «foto para la historia (photo for the ages)» e hizo la comparación con otras imágenes famosas de presidentes estadounidenses como «Dewey Defeats Truman». El antiguo fotógrafo de la Casa Blanca Eric Draper dijo que la foto capturó «un instante preciso en la historia muy bueno». La fotografía también ha sido motivo de comentario por expertos en el lenguaje corporal e historiadores.
No hay actualmente ningún nombre oficial para la fotografía, pero la imagen ha sido etiquetada como 'P050111PS-0210' en la página oficial de la Casa Blanca en Flickr.

## Motivo
La fotografía fue tomada durante la incursión hacia el escondite de Osama bin Laden y en ella se ve cómo Obama y su equipo de Seguridad nacional supervisan el estado de la operación. Hillary Clinton describió el momento como «los 38 minutos más intensos de mi vida». La Secretaria de Estado aparece en actitud sorprendida y tapándose la boca, imagen que ha sido muy comentada.

## Personas
Las personas que aparecen en la imagen son, de izquierda a derecha:
(sentados)
1. Vicepresidente Joe Biden.
2. Presidente Barack Obama.
3. General de brigada Marshall Webb, ayudante del general que ordena el Mando Conjunto de Operaciones Especiales.
4. Denis McDonough, asesor adjunto de Seguridad Nacional.
5. Hillary Rodham Clinton, secretaria de Estado.
6. Robert Gates, secretario de Defensa.

(de pie)
1. Almirante Mike Mullen, presidente del Estado Mayor Conjunto de los Estados Unidos.
2. Tom Donilon, consejero de Seguridad Nacional.
3. William M. Daley, jefe de gabinete.
4. Tony Blinken, consejero de Seguridad Nacional del vicepresidente.
5. Audrey Tomason, directora para Contraterrorismo del Consejo Nacional de Seguridad.[4]
6. Una persona con camisa beige.
7. John O. Brennan, ayudante del presidente para la Seguridad de la Patria y Contraterrorismo.
8. James R. Clapper, director del Centro de Inteligencia Nacional.
9. Un hombre con traje negro y corbata blanca: "John", analista de la CIA, que fue el primero que escribió en verano de 2010 que la Agencia Central de Información podría tener una pista fiable sobre el paradero de Bin Laden.[5]

## Análisis
Hillary Clinton tapa su boca con la mano derecha, en un gesto de angustia evidente sobre el resultado de la incursión. Más tarde, la secretaria de Estado afirmaría que sufría una alergia primaveral y probablemente suprimía una tos.
Algunos historiadores han comentado la importancia histórica de la fotografía, en particular el cruce de líneas fronterizas entre sexos y razas. El profesor de ciencia política de la Universidad de Lehigh Saladin Ambar dijo que la imagen sugiere «un nuevo paisaje estadounidense en el cual todavía nos encontramos. Cuando Obama fue elegido, había algunas personas que pensaron que habíamos cruzado un umbral racial. Lo que su presidencia revela es que hay muchos cruces».